# Arlind Nora
Arlind Nora (Argirocastro, 4 luglio 1980) è un ex calciatore albanese, di ruolo attaccante.

## Palmarès

### Club

#### Competizioni nazionali
- Campionato albanese: 1

Elbasani: 2005-2006